# Oulaya Amamra
Oulaya Amamra (Viry-Châtillon, 12 novembre 1996) è un'attrice francese di origine marocchina.

## Biografia
Sorella minore della regista Houda Benyamina, nel 2016 ha recitato nei film Tamara e Divines. Nel gennaio 2017 ha vinto il Premio Lumière per la migliore promessa femminile e nel febbraio dello stesso anno ha vinto il Premio César per la migliore promessa femminile. Nel 2022, interpreta la direttrice d'orchestra Zahia Ziouani, nel film Divertimento di Marie-Castille Mention-Schaar.

## Filmografia

### Cinema
- Ghetto Child, regia di Houda Benyamina e Guillaume Tordjman (2014)
- L'Orchestre des aveugles, regia di Mohamed Mouftakir (2014)
- Divines, regia di Houda Benyamina (2016)
- Tamara, regia di Alexandre Castagnetti (2016)
- Il mondo è tuo (Le monde est à toi), regia di Romain Gavras (2018)
- L'Adieu à la nuit, regia di André Téchiné (2019)
- Episodio: Summer of Sarah, di French Touch: Girls of Summer, regia di Emma Benestan (2019)
- Le Sel des larmes, regia di Philippe Garrel (2020)
- Fragile, regia di Emma Benestan (2021)
- Fumare fa tossire (Fumer fait tousser), regia di Quentin Dupieux (2022)
- Citoyen d'honneur, regia di Mohamed Hamidi (2022)
- Divertimento, regia di Marie-Castille Mention-Schaar (2022)

### Televisione
- Fracture, regia di Alain Tasma – film TV (2010)
- 3xManon, regia di Jean-Xavier de Lestrade – miniserie TV (2014)
- La Bête curieuse, regia di Laurent Perreau – film TV (2017)
- La tamburina (The Little Drummer Girl), regia di Park Chan-wook – miniserie TV (2018)
- Vampiri (Vampires) – serie TV, 6 episodi (2020)
- Replay – serie TV, episodio 1x01 (2021)

## Riconoscimenti
- 2017 – Premio César
  - Miglior promessa femminile
- 2017 – Premio Lumiere
  - Miglior promessa femminile